# Leptophion magus
Leptophion magus là một loài tò vò trong họ Ichneumonidae.